# Spanien i olympiska vinterspelen 1980
Spanien deltog med åtta deltagare vid de olympiska vinterspelen 1980 i Lake Placid. Ingen av landets deltagare erövrade någon medalj.